# Södra stjärnhimlen

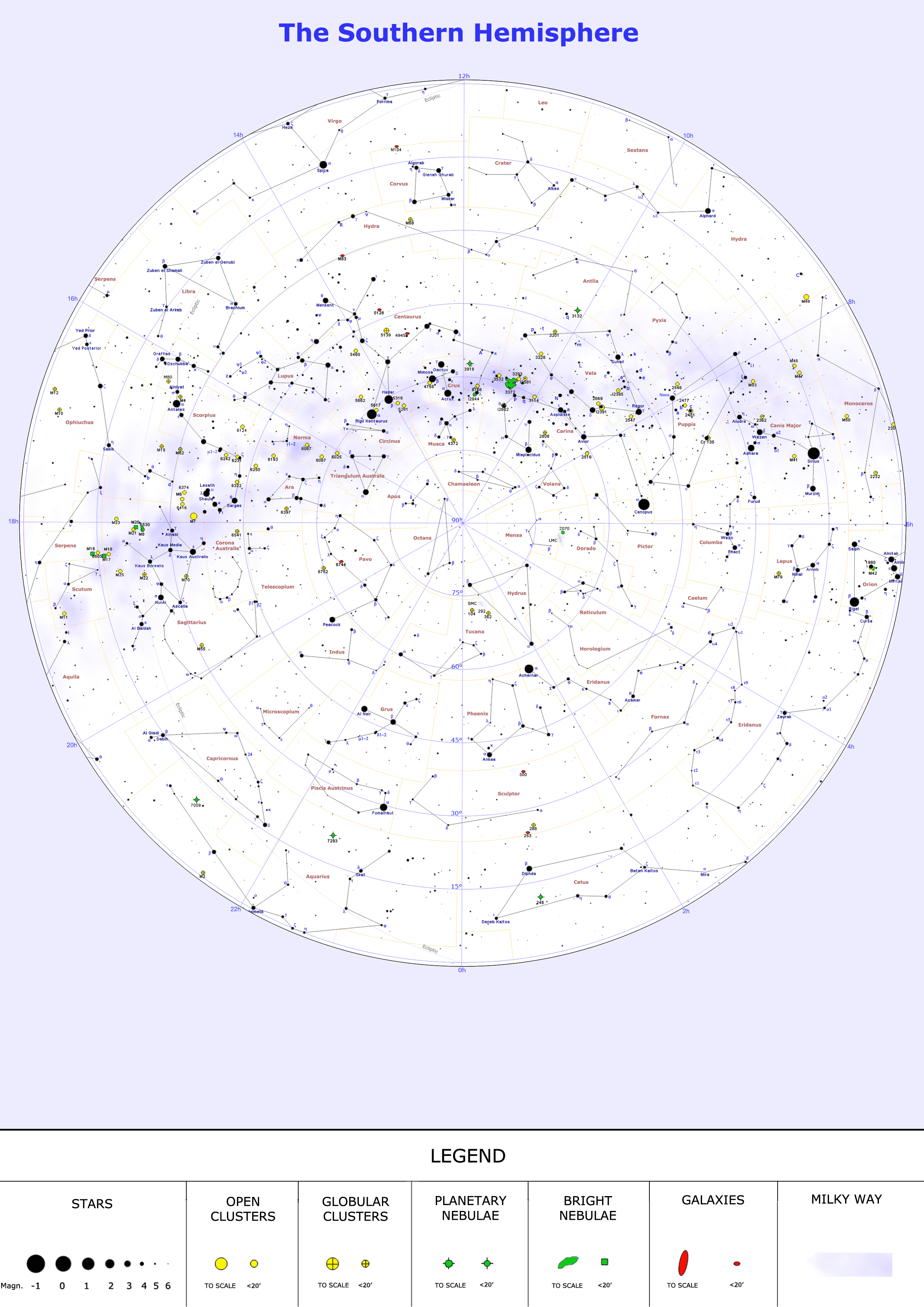
Grafisk bild över södra stjärnhimlen.

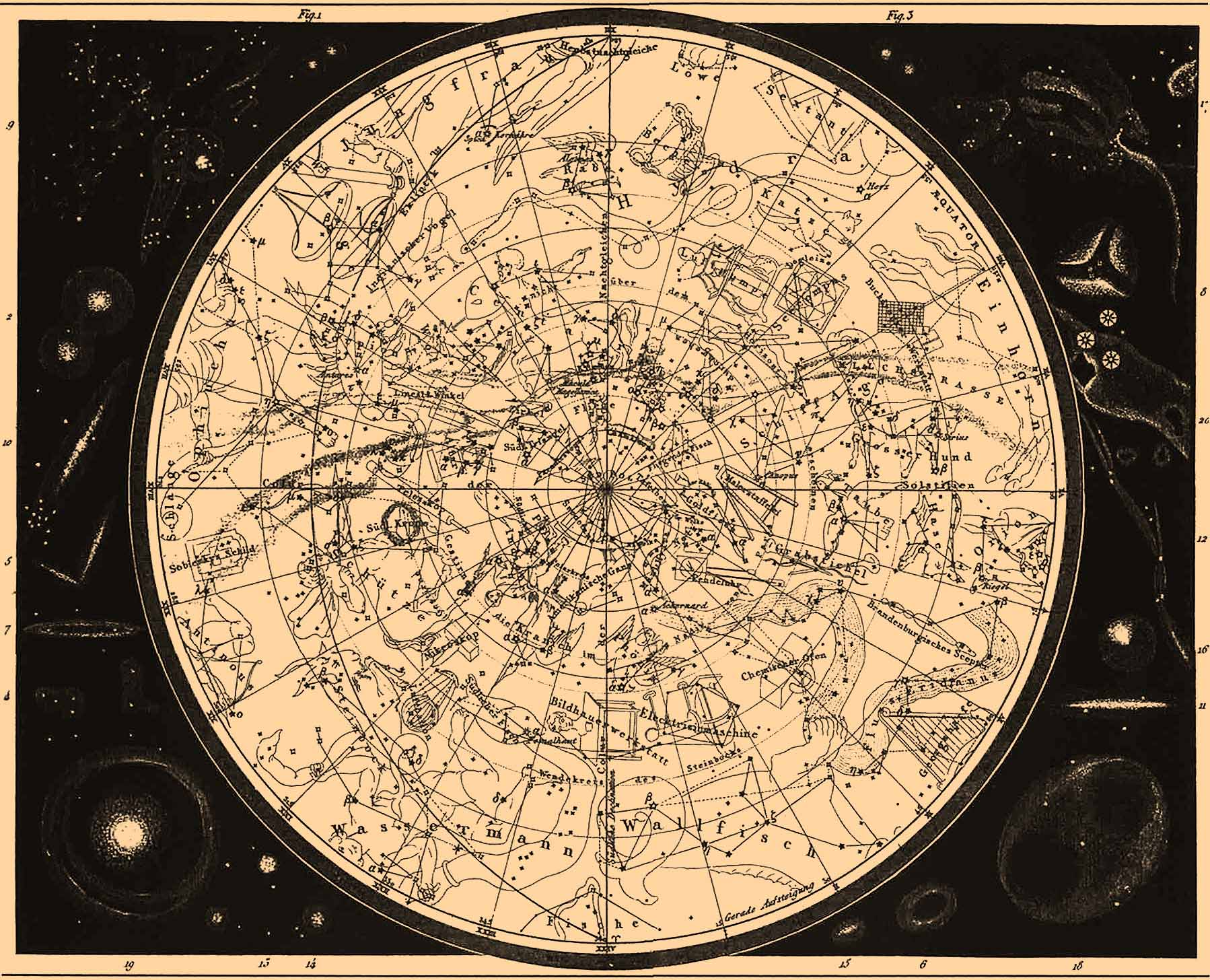
Illustration av södra stjärnhimlen i den ryska encyklopedin "Brockhaus och Efron"(1890-1906/07).

Södra stjärnhimlen omfattar astronomiska objekt i de stjärnbilder, som kan ses från sydpolen året runt.
Södra stjärnhimlen innehåller något fler stjärnor än norra stjärnhimlen, eftersom Vintergatans centrum befinner sig cirka 29 grader söder om ekvatorn (i stjärnbilden Skytten). Vid god sikt kan man se över 2 000 stjärnor med blotta ögat, med fältkikare mellan 20 000 och 40 000. Däremot finns ingen tydlig polstjärna, som för norra stjärnhimlen, där Polstjärnan lyser starkt i himmelspolens närhet. Södra stjärnhimlens polstjärna ligger i den oansenliga stjärnbilden Oktanten med svaga stjärnor, som gör att stjärnhimlen förefaller aningen tom. Polstjärnan heter Sigma Octantis och har visuell magnitud 5,47. Det innebär att den bara har 0,04 gånger ljusstyrkan hos Polstjärnan över nordpolen.
Den ljusstarkaste stjärnan på södra stjärnhimlen är Sirius, som även är synlig från Sverige. Näst ljusstarkast är Canopus, vilken bara kan ses från de sydligaste delarna av norra halvklotet.
Kända objekt på södra stjärnhimlen är stjärnbilderna Södra korset, Skeppet Argo och Skorpionen samt vintergatans satellitgalaxer de Magellanska molnen.